# Liste des cavités naturelles les plus longues des Landes

Département des Landes.

La liste des cavités naturelles les plus longues du département des Landes recense sous la forme d'un tableau, les cavités souterraines naturelles connues, dont le développement est supérieur ou égal à cinquante mètres.
La communauté spéléologique considère qu'une cavité souterraine naturelle n'existe vraiment qu'à partir du moment où elle est « inventée » c'est-à-dire découverte (ou redécouverte), inventoriée, topographiée et publiée. Bien sûr, la réalité physique d'une cavité naturelle est la plupart du temps bien antérieure à sa découverte par l'homme ; cependant tant qu'elle n'est pas explorée, mesurée et révélée, la cavité naturelle n'appartient pas au domaine de la connaissance partagée.
La liste spéléométrique des plus longues cavités naturelles des Landes (> 50 m) est  actualisée fin 2019.
La plus longue cavité répertoriée dans le département des Landes est le Ruisseau de St Martin de Noët	 à Saint-Justin (cf. ligne 1 du tableau ci-dessous).

## Landes (France)

### Cavités de développement supérieur ou égal à50m
14 cavités sont recensées au 31-12-2019.
| Réf. | Cavités (autres noms)         | Communes                 | Massifs ou zones géographiques | Coordonnées (WGS 84)        | Développement (en mètres) | Dénivelée (en mètres) | Sources ou références                                             | Mises à jour |
| ---- | ----------------------------- | ------------------------ | ------------------------------ | --------------------------- | ------------------------- | --------------------- | ----------------------------------------------------------------- | ------------ |
| 1    | Ruisseau de St Martin de Noët | Saint-Justin             |                                | 44° 01′ 00″ N, 0° 15′ 41″ O | +000468, m                | +0003, m              | Karsteau.org                                                      | 2021-03      |
| 2    | Grotte des Fées               | Saint-Cricq-du-Gave      |                                | 43° 31′ 37″ N, 1° 02′ 06″ O | +000350, m                | +0000, m              | Spéléométrie de la France,                                        | 2000-00      |
| 3    | Grande grotte de Cantiran     | Coudures                 |                                | 43° 42′ 09″ N, 0° 30′ 22″ O | +000153, m                | +0013, m              | Karsteau.org & calameo.com                                        | 2000-00      |
| 4    | Grotte d'Arrimblar            | Donzacq                  |                                | 43° 39′ 13″ N, 0° 47′ 45″ O | +000150, m                | +0000, m              | Spéléométrie de la France                                         | 2000-00      |
| 5    | Grottes du Cros               | Roquefort                |                                | 44° 02′ 11″ N, 0° 20′ 55″ O | +000140, m                | +0005, m              | Spéléométrie de la France                                         | 2000-00      |
| 6    | Grottes du Cros               | Roquefort                |                                |                             | +000100, m                | +0000, m              | Spéléométrie de la France & SIGES Aquitaine                       | 2000-00      |
| 7    | Grotte du Saumon              | Saint-Jean-de-Lier       |                                | 43° 46′ 16″ N, 0° 53′ 16″ O | +0 00083, m               | +0009, m              | Spéléométrie de la France & Lithothèque de l'Académie de Bordeaux | 2000-00      |
| 8    | Grotte des Fées               | Castelnau-Tursan         |                                | 43° 39′ 34″ N, 0° 22′ 52″ O | +0 00083, m               | +0000, m              | Spéléométrie de la France                                         | 2002-00      |
| 9    | Grotte de Menjot              | Lahosse                  |                                | 43° 42′ 56″ N, 0° 46′ 59″ O | +0 00072, m               | +0003, m              | Spéléométrie de la France & La gazette de Lahosse                 | 2000-00      |
| 10   | Grotte des Manes              | Lucbardez-et-Bargues     |                                | 44° 00′ 04″ N, 0° 24′ 37″ O | +0 00070, m               | +0000, m              | Spéléométrie de la France & Karsteau.org                          | 2000-00      |
| 11   | Grotte d'Audin n° 8           | Saint-Martin-de-Seignanx |                                | 43° 31′ 05″ N, 1° 23′ 55″ O | +0 00062, m               | +0013, m              | Spéléométrie de la France                                         | 2000-00      |
| 12   | Grottes du Cros               | Roquefort                |                                |                             | +0 00060, m               | +0000, m              | Spéléométrie de la France                                         | 2000-00      |
| 13   | Grotte du Pape                | Brassempouy              | Chalosse                       | 43° 37′ 46″ N, 0° 43′ 07″ O | +0 00055, m               | +0003, m              | Page Wikipedia & Hominides                                        | 2000-00      |
| 14   | La rivière du Blaireau        | Sainte-Marie-de-Gosse    |                                | 43° 34′ 16″ N, 1° 12′ 59″ O | +0 00050, m               | +0004, m              | karsteau.org                                                      | 2009-00      |